# Matt Mills (Fußballspieler)
Matthew Claude „Matt“ Mills (* 14. Juli 1986 in Swindon, England) ist ein englischer Fußballspieler, der seit Januar 2018 beim FC Barnsley spielt.

## Vereine

### Erste Stationen
Der aus der Jugendakademie des FC Southampton stammende Matt Mills gab sein Profidebüt am 18. September 2004 für den Zweitligisten Coventry City (0:0 gegen Rotherham United), für den er zu diesem Zeitpunkt auf Leihbasis tätig war. Nach einer weiteren Ausleihe in der Rückrunde der Saison 2004/05 an den Drittligisten AFC Bournemouth, bestritt er in der Football League Championship 2005/06 vier Ligaspiele für den FC Southampton, ehe er am 31. Januar 2006 zu Manchester City wechselte. Für seinen neuen Verein bestritt er am 25. März 2006 sein erstes Spiel in der Premier League 2005/06 (0:2-Niederlage beim FC Chelsea). Da er bis auf einen weiteren Einsatz am 21. Oktober 2006 gegen Wigan Athletic ohne Spielpraxis blieb, wurde er am 26. Januar 2007 an den Zweitligisten Colchester United ausgeliehen. Zu Beginn der Saison 2007/08 folgte eine weitere Ausleihe an den Drittligisten Doncaster Rovers. Mit den Rovers erreichte er dank eines 1:0-Erfolges im Play-off-Finale gegen Leeds United den Aufstieg in die zweite Liga.

### Doncaster Rovers und FC Reading
Nach seinen überzeugenden Leistungen in der Vorsaison gab Doncaster am 31. Juli 2008, für eine vereinsinterne Rekordablöse von £300.000, die Verpflichtung von Matt Mills bekannt. Mit dem Aufsteiger sicherte er sich in der Football League Championship 2008/09 als Tabellenvierzehnter den Klassenerhalt, entschied sich nach diesem Erfolg jedoch zu einem weiteren Wechsel und unterzeichnete am 5. August 2009 für eine Ablöse von £2.000.000 einen Vertrag beim FC Reading. Mit seinem neuen Team verbrachte er die folgenden zwei Spielzeiten in der zweiten Liga. 2010/11 verpasste er mit Reading den Aufstieg in die Premier League durch eine 2:4-Niederlage im Play-off-Finale gegen Swansea City.

### Leicester City und Bolton Wanderers
Am 8. Juli 2011 wechselte Mills zum Ligarivalen Leicester City und unterschrieb einen Vierjahresvertrag. Nachdem Nigel Pearson im November 2011 Sven-Göran Eriksson als Trainer des Zweitligisten abgelöst hatte, verlor Mills sein Amt als Mannschaftskapitän und wurde von Pearson nicht mehr eingesetzt. Infolgedessen gab er nach nur einem Jahr seinen Abschied aus Leicester bekannt und unterschrieb bei den Bolton Wanderers. Mit dem Absteiger aus der Premier League verpasste er 2012/13 als Tabellensiebenter lediglich aufgrund der schlechteren Tordifferenz den Einzug in die Play-offs. In den anschließenden zwei Spielzeiten konnte Bolton an diese Leistung nicht anknüpfen und war weit von einer Rückkehr in die erste Liga entfernt.

### Nottingham Forest
Am 1. Juli 2015 wechselte Mills ablösefrei zu Nottingham Forest.